# Waikato International 2015
Die Waikato International 2015 im Badminton fanden vom 17. bis zum 19. April 2015 in Hamilton statt.

## Sieger und Platzierte
| Disziplin    | Gold                             | Silber                         | Bronze                                             |
| ------------ | -------------------------------- | ------------------------------ | -------------------------------------------------- |
| Herreneinzel | Jacob Maliekal                   | James Eunson                   | Dylan Soedjasa                                     |
| Herreneinzel | Jacob Maliekal                   | James Eunson                   | Nathaniel Ernestan Sulistyo                        |
| Dameneinzel  | Joy Lai                          | Alice Wu                       | Vicki Copeland                                     |
| Dameneinzel  | Joy Lai                          | Alice Wu                       | Deborah Yin                                        |
| Herrendoppel | Matthew Chau Sawan Serasinghe    | Rizwan Azam Michael Fariman    | Jonathan Curtin Dhanny Oud                         |
| Herrendoppel | Matthew Chau Sawan Serasinghe    | Rizwan Azam Michael Fariman    | Kaizar Bobby Alexander Nathaniel Ernestan Sulistyo |
| Damendoppel  | Setyana Mapasa Gronya Somerville | Ruwindi Serasinghe Alice Wu    | Alyse Derby Rebecca Goddard                        |
| Damendoppel  | Setyana Mapasa Gronya Somerville | Ruwindi Serasinghe Alice Wu    | Felicity Leydon-Davis Danielle Tahuri              |
| Mixed        | Sawan Serasinghe Setyana Mapasa  | Matthew Chau Gronya Somerville | James Eunson Alice Wu                              |
| Mixed        | Sawan Serasinghe Setyana Mapasa  | Matthew Chau Gronya Somerville | Daniel Guda Joy Lai                                |